# اندیس منیزیا مرنجاب
منیزیا مرنجاب یک اندیس فلزی است که در حوالی شهر آران استان قم قرار دارد و مادهٔ معدنی موجود در آن، منیزیت است.سنگ میزبان این اندیس کفهای رسی است و دیرینگی آن به دوران کواترنر می‌رسد. در این اندیس، پاراژنز‌های بیشوفیت،هگزاهیدریت،وانتوفیت یافت می‌شوند.